# 村田唯
村田 唯（むらた ゆい、1988年7月12日 - ）は、日本の女優。本名同じ。
北海道岩内郡出身。2011年にフロム・ファーストプロダクション所属を経て、2014年よりフリーランスで活動。2018年よりキャットパワーに所属。身長は164cm。

## 来歴
- 1988年7月、北海道岩内郡岩内町に生まれる。
- 2004年、地元の高校に通学しながら、札幌市でアイドルユニットpinkとして活動。Zepp Sapporoなどでライブ活動をする[1]。
- 2007年、日本大学芸術学部映画学科入学。在学中スカウトされファッションショー（渋谷キャンパスコレクション）に出演[2]。学生時代は、自主制作映画に出演、ダンスイベント、歌のソロライブも行う。[1]
- 2009年、映画『ロボゲイシャ』の一般オーディションで、ミスロボゲイシャ・グランプリを獲得、ロボゲイシャガールとして出演。スピンオフ作品で主演もつとめる[3]。
- 2011年、フロム・ファーストプロダクション 1CARATに所属、映画『電人ザボーガー』、舞台『昆虫美学』などに出演。
- 2012年、映画『青いソラ白い雲』、テレビ『リッチマン、プアウーマン』、舞台『仮想家族』などに出演。
- 2013年、映画『デッド寿司』、テレビ『みんな!エスパーだよ!』などに出演。
- 2014年、フリーランスで活動。
- 2016年、映画『密かな吐息』で初監督を務める[4]。
- 2018年、キャットパワーに所属。
- 2021年7月12日、結婚と第1子妊娠を公表[5]。

## 人物・エピソード
- 趣味、特技はバレーボール・作詞・歌うこと・ダンス。
- 好きな色は水色。
- ものごころついた頃から、人前で芝居や歌うことを好み、将来は女優になると宣言していた。
- 中学生の頃は仲間とバレーボールで全国三位になるという目標を成し遂げた。今でも、まれに監督に「村田」と叫ばれる夢をみるという。
- 高校生からは芸能活動に専念し、放課後片道3時間かけて札幌のアクターズスクールに通った。後、卒業の際に、上京前のイベントとして自分一人による企画演出でソロライブを行った。
- 大学生では、同期の仲間達と自主制作映画に没頭し、他にダンスイベント・ソロライブを積極的に行った。
- 「ロボゲイシャ」にて、役付きで初めて映画に参加した際、関係試写会のクレジットを見たときに改めて映画の素晴らしさと面白さを感じ、魅了されたという。
- 2010年より、ゆうばり国際ファンタスティック映画祭に毎年参加している。
- 物語を考えるのが好きであり、フルーツミックスのLiveでは、朗読劇のシナリオを自ら書いた。
- 好きなアーティストは、宇多田ヒカル、東京事変。
- 興味のあるアーティストは、ジャニス・ジョップリン。
- 舞台『昆虫美学』で共演した塚田まい子は、ブログで村田のことを「ほわわ〜んとした雰囲気を持つ癒し系の反面実はしっかり者。お姉さん的な一面もあるかと思えば、どこかちょっと変わっている。」と表現している[6]。
- 2013年、自身初の監督・脚本・主演を務め、学生時代の仲間と自主映画を制作した。

## 出演

### 映画
- 細菌列島（2009年4月、監督：村上賢司）
- ロボゲイシャ （2009年10月、監督：井口昇） - ロボ芸者ガール・受付嬢 役
- きょーれつ! もーれつ! 古代少女ドグちゃんまつり! スペシャルムービー・エディション（2010年2月、監督：井口昇・西村喜廣） - ガール 役
- ロボゲイシャ〜スピンオフ作品〜（2010年4月、監督：井口昇） - 主演 神崎アミ 役
- 戦闘少女 血の鉄仮面伝説（2010年5月、監督：井口昇・西村喜廣・坂口拓） - ミキ 役
- 小出むきだし（2010年9月、監督：石田国松、監修：坂口拓）※ゆうばり国際ファンタスティック映画祭 上映作品
- 富江 アンリミテッド（2011年5月、監督：井口昇） - 女子高生 役
- 極道兵器（2011年7月、監督：坂口拓・山口雄大） - チアガール 役
- メサイア（2011年10月、監督：金子修介） - ハルカ 役
- 電人ザボーガー（2011年10月、監督：井口昇） - ラガーイエロー 役
- 月光ノ仮面（2012年1月、監督：板尾創路） - 女郎 役
- 青いソラ白い雲（2012年3月、監督：金子修介） - 準主演 梓 役
- 女子大生怪奇倶楽部（2012年11月、監督：田代尚也） - ゆいぷる 役
- デッド寿司（2013年1月、監督：井口昇） - 柄本 役
- The ABCs of Death（2013年7月、監督：井口昇） - ユミ先生 役
- フールジャパン・ABC・オブ・鉄ドン（2014年2月、監督：大畑創）※ゆうばり国際ファンタスティック映画祭 上映作品
- 魔女の宅急便（2014年3月、監督：清水崇） - ユーリ 役
- 木屋町DARUMA（2015年10月、監督：榊英雄） - 中国女 役
- 密かな吐息（2016年10月、監督：村田唯） - 百合子 役 ※ 初監督作品 [4]
- 退屈な日々にさようならを（2016年11月、監督：今泉力哉） - 多田佐知子 役
- おろかもの（2019年7月、監督：芳賀俊） - 深津美沙 役

### テレビドラマ
- ドラマスペシャル「外科医 須磨久善」（2010年9月、テレビ朝日）
- クロヒョウ 龍が如く新章（2010年10月、MBS（TBS）） - 準レギュラー 愛美役
- 古代少女ドクーンV（2010年10月、MBS（TBS）） - タマエ役
- 相棒 season9 第10話「聖戦」（2011年1月1日、テレビ朝日）
- 金曜プレステージ「十津川刑事の肖像(4)」（2011年5月、フジテレビ）
- リッチマン、プアウーマン（2012年7月、フジテレビ） - レギュラー 社員役
- TOKYOエアポート〜東京空港管制保安部〜（2012年12月、フジテレビ）
- リッチマン、プアウーマン in ニューヨーク（2013年4月1日、フジテレビ）
- みんな!エスパーだよ!（2013年4月12日 - 、テレビ東京） - レナ 役
- 月曜ゴールデン「守護神・ボディーガード 進藤輝 Episode2」（2013年7月、TBS） - ストーカーされる女 役
- 山田孝之の東京都北区赤羽 第4話（2015年1月30日、テレビ東京） - 本人役
- 北海道警事件ファイル 警部補 五条聖子4（2015年7月15日、テレビ東京） - 田中みどり役
- 孤独のグルメ Season5 真夏の東北・宮城出張編（2016年8月3日、テレビ東京） - レンタカー屋店員 役
- ゴースト・オブ・レディオ〜バチボコ怖い心霊バスツアー〜 ディレクターズカット版（2025年2月16日、WOWOW） - K 役[7]

### テレビ
- ウルトラゾーン（2011年10月 - 2012年3月、テレビ神奈川）
  - 第7話「ケムール人登場!」（2011年11月） - OL 役
  - 第7話「ラゴン登場!」（2011年11月） - エミ 役
  - 第7話「さすらいのM1号」（2011年11月） - OL 役
  - 第14話「ラゴン、ダンパに行く」（2012年1月） - エミ 役
  - 第16話「新・さすらいのM1号」（2012年2月） - OL 役
  - 第18話「ラゴン一家」（2012年2月） - お客 役
  - 第19話「ラゴンのお弁当」（2012年2月） - 磯貝由実 役
  - 第19話「さすらいのM1号 情熱編」（2012年2月） - お客 役
  - 第21話「さすらいのM1号 完結編」（2012年3月） - お客 役
- アンナの美viスタ（2012年6月、TOKYO MX）
- NONFIX "フィルムがなくなる！デジタルが変える映画のミライ！"（2012年7月、フジテレビ）

### 舞台
- 2006年6月、舞台：「アイタイ」演出：高橋隆太（札幌BLOCH）
- 2009年9月、舞台「グッバイ・チャーリー」、ユーイ役　演出：樫田正剛（東京芸術劇場）
- 2010年7月、舞台:マルホラ第4回公演「タッカーアンドピクニック」作・演出　矢沢幸治（下北駅前劇場）
- 2012年2月、舞台:角角ストロガのフ第七回公演「昆虫美学」、金井まどか役　作・演出　角田ルミ　（王子小劇場）
- 2012年4月、舞台:劇団なんでやねん 第三回公演「エレ エレ エレクション!!」（新宿・シアターブラッツ）
- 2012年11月、舞台:角角ストロガのフ第八回公演「仮想家族」、柳田良子役 作・演出 角田ルミ（中野 ザ・ポケット）
- 2013年5月、舞台:劇団なんでやねん第四回公演「ちゃんちゃんちゃんこ鍋」、女将役 作・演出 川尻恵太（相鉄本多劇場）
- 2013年12月、舞台:劇団スクランブルマグカルフライデー公演「Carry Over」、富船燈香役 作・演出 坪井俊樹（桜木町青少年センター）
- 2014年3月、舞台:劇団スクランブル第15回公演「Gangster Report」、越田ニコ役 作・演出 坪井俊樹（「劇」小劇場）

### 配信ドラマ
- ゴースト・オブ・レディオ〜バチボコ怖い心霊バスツアー〜（2024年11月17日・29日、Streaming+・PIA LIVE STREAM） - K 役[8]

### その他
- M.C:第3回「したまちコメディ映画祭in台東」（2010年9月）
- M.C:第4回「したまちコメディ映画祭in台東」（2011年9月）
- "ザ50回転ズ"　ミニアルバム　「ロックンロール・マジック」、DVD：PV参加 CDジャケット参加：ゾンビ・デビルギャルズ役（2010年11月）
- 映画：「青いソラ白い雲」、挿入歌　「神さま…聞こえてる?」 ネット配信 （2012年3月）
- youtubeネット配信：「BAD BUTT」 女教師アイコ役（2012年、監督：井口昇）
- 朗読劇・歌「THE FIRST MIX」出演（2012年9月乃木坂コレドシアター）※一部、作詞・脚本担当